# Ancistrocerus vigilans
Ancistrocerus vigilans är en stekelart som beskrevs av Blüthgen 1954. Ancistrocerus vigilans ingår i släktet murargetingar, och familjen Eumenidae. Inga underarter finns listade i Catalogue of Life.